# Savills
Savills plc er en britisk multinational ejendomsservicevirksomhed, der er baseret i London. De tilbyder forskellige konsulent- og serviceydelser målrettet fast ejendom. Savills er børsnoterede på London Stock Exchange, og der er ca. 40.000 ansatte.
Virksomheden blev etableret af Alfred Savill (1829–1905) i 1855 i London.